# Église Notre-Dame de Montluçon
Pour les articles homonymes, voir Église Notre-Dame.
L'église Notre-Dame de Montluçon est une église gothique du XVe siècle située à Montluçon dans le département de l'Allier. Construite à l'initiative de Louis II de Bourbon, duc de Bourbon, elle est restée inachevée par manque de moyens. Elle est classée Monument historique en 1987.

## Historique

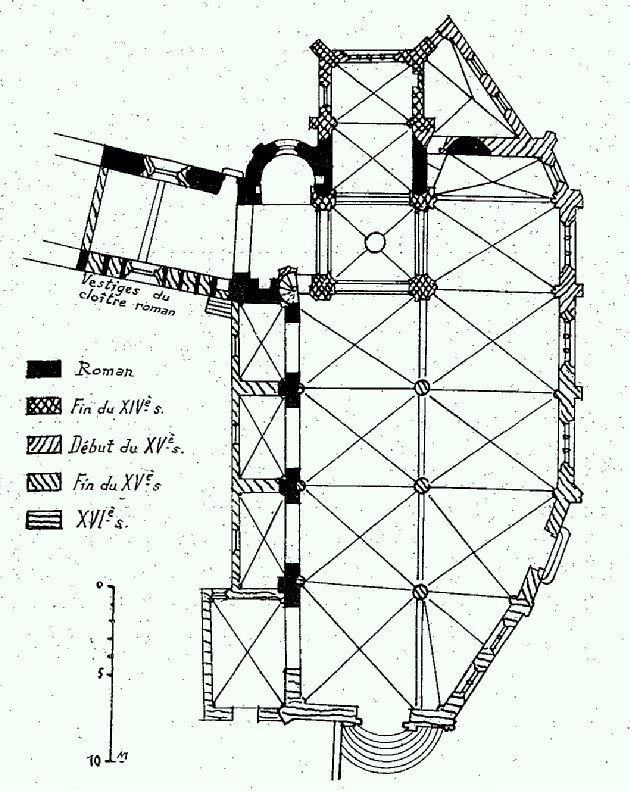
Plan de l'église Notre-Dame
dans Congrès archéologique de France. Allier. 1938

L'église Notre-Dame était un prieuré-cure dépendant de l'abbaye de Menat. Il subsiste quelques vestiges d'une église du XIIe siècle qui a abrité les conciles provinciaux de 1266 et 1288, en particulier la bras nord du transept et son absidiole, le mur goutterot nord. 
La reconstruction de l'église a été entreprise par le duc Louis II de Bourbon. Elle est contemporaine de la reconstruction du château de Montluçon. La mort du duc a entraîné l'arrêt des travaux en laissant inachevés les sculptures de certains chapiteaux, les deux piles occidentales du chœur.
La reprise des travaux a été assez rapide avec le décor et la mouluration des deux travées orientales du bas-côté et de la sacristie attenante dans la seconde moitié du XVe siècle. Le plan de l'église a été diminué. Le clocher prévu à l'ouest a été construit sur la travée du chœur. Le collatéral nord n'a pas été construit. Le mur roman nord de la nef a été percé de fenêtres et d'arcades brisées donnant accès à des chapelles rectangulaires voûtées d'ogives. Le mur goutterot ajouté au sud au début du XVe siècle a été poursuivi en pan coupé pour longer la rue adjacente existante. La nef et le collatéral sud comprennent trois travées voûtées d'ogives à nervures prismatiques qui pénètrent dans trois grosses piles et dans des demi-colonnes placées contre les murs. Ces travaux se sont continués au XVIe siècle. La façade gothique faite en grès houiller de Ferrières s'est désagrégée.
Les portes de la façade occidentale et de la façade sud ont été refaites au XVIIe siècle avec pilastre et fronton à niche. 
Un orage a abattu la flèche de pierre du clocher en 1706 qui a été remplacée par une toiture banale. La cloche est datée de 1511.

## Photos de l'extérieur

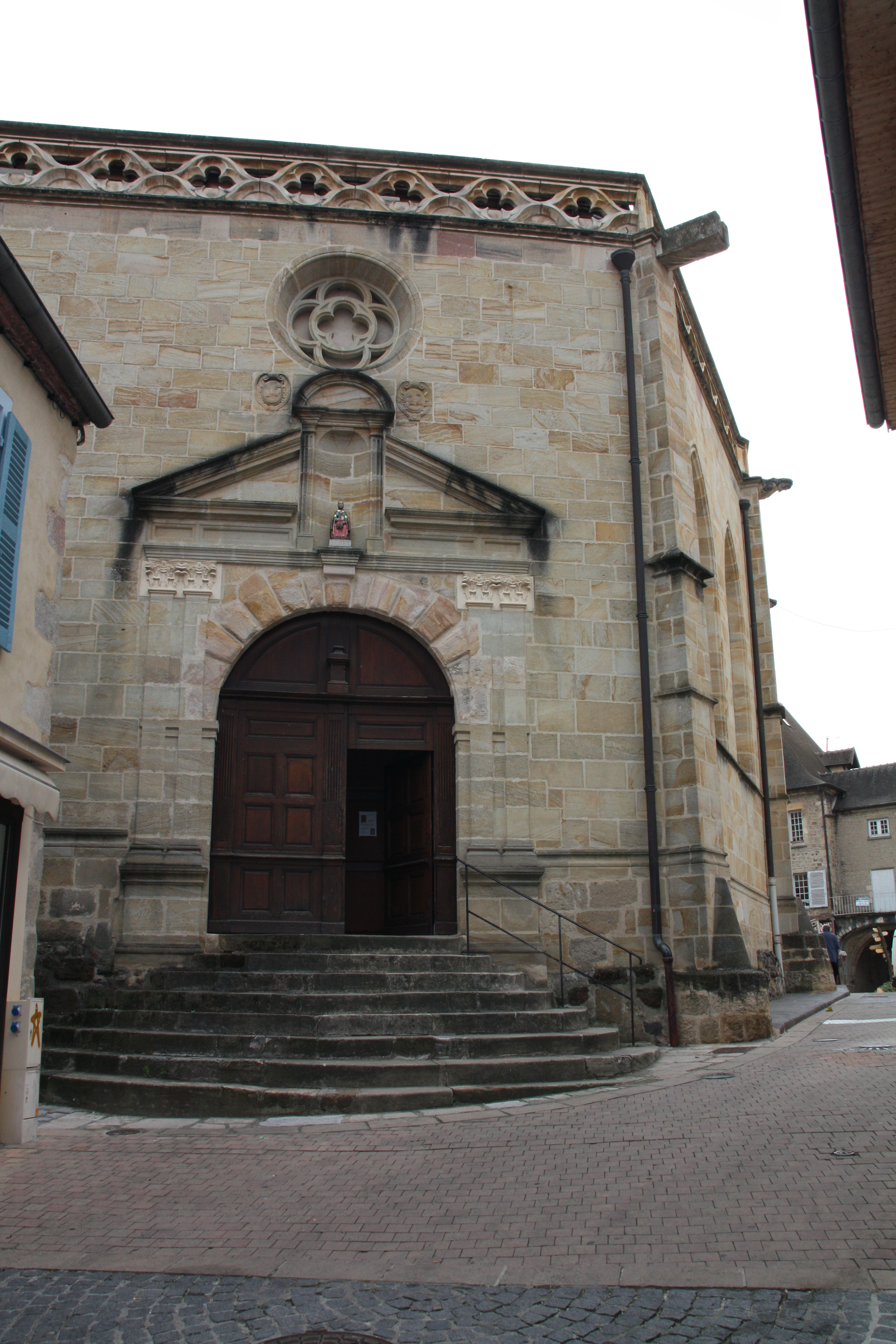
Portail de l'église
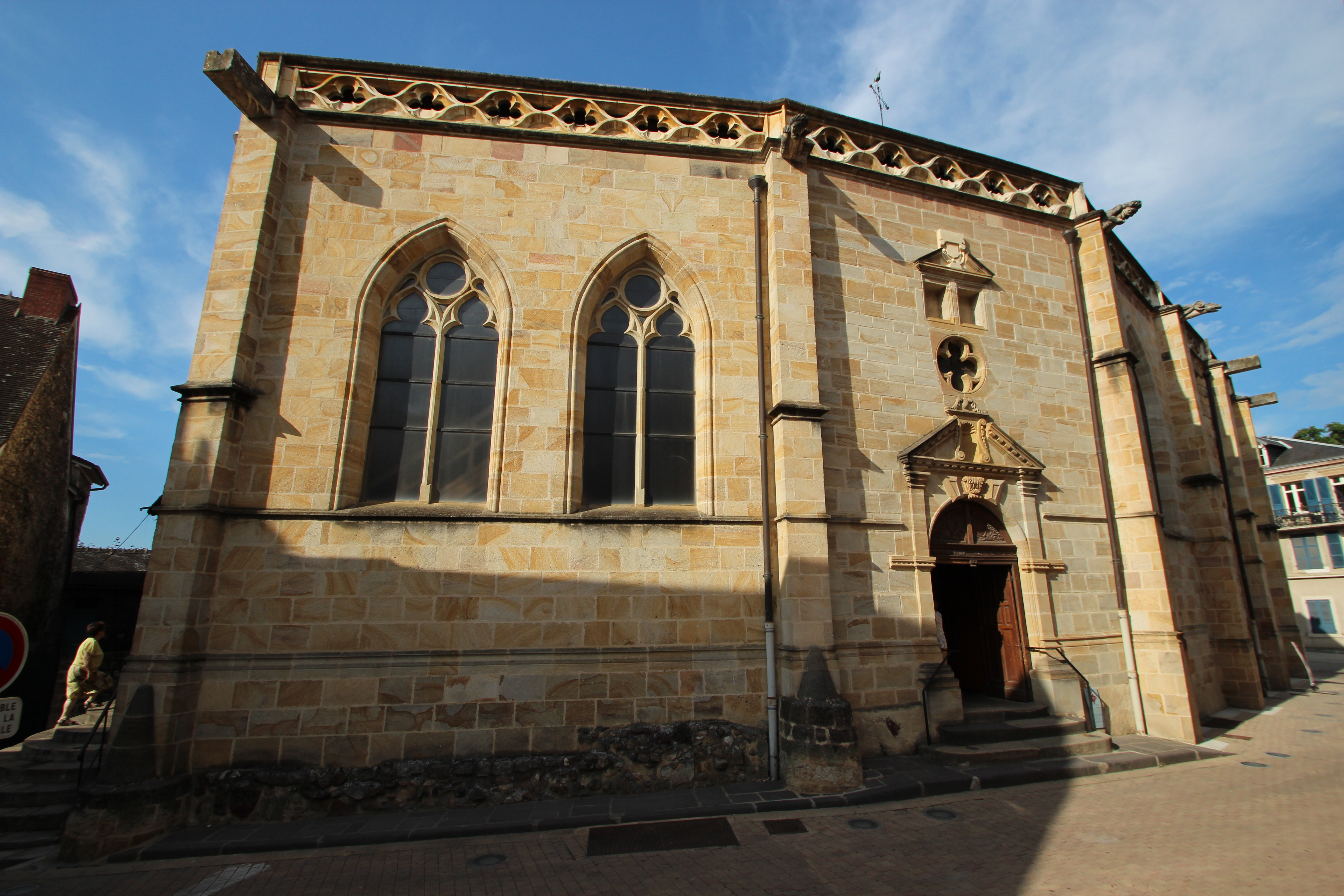
Portail vers le bas-côté de l'église
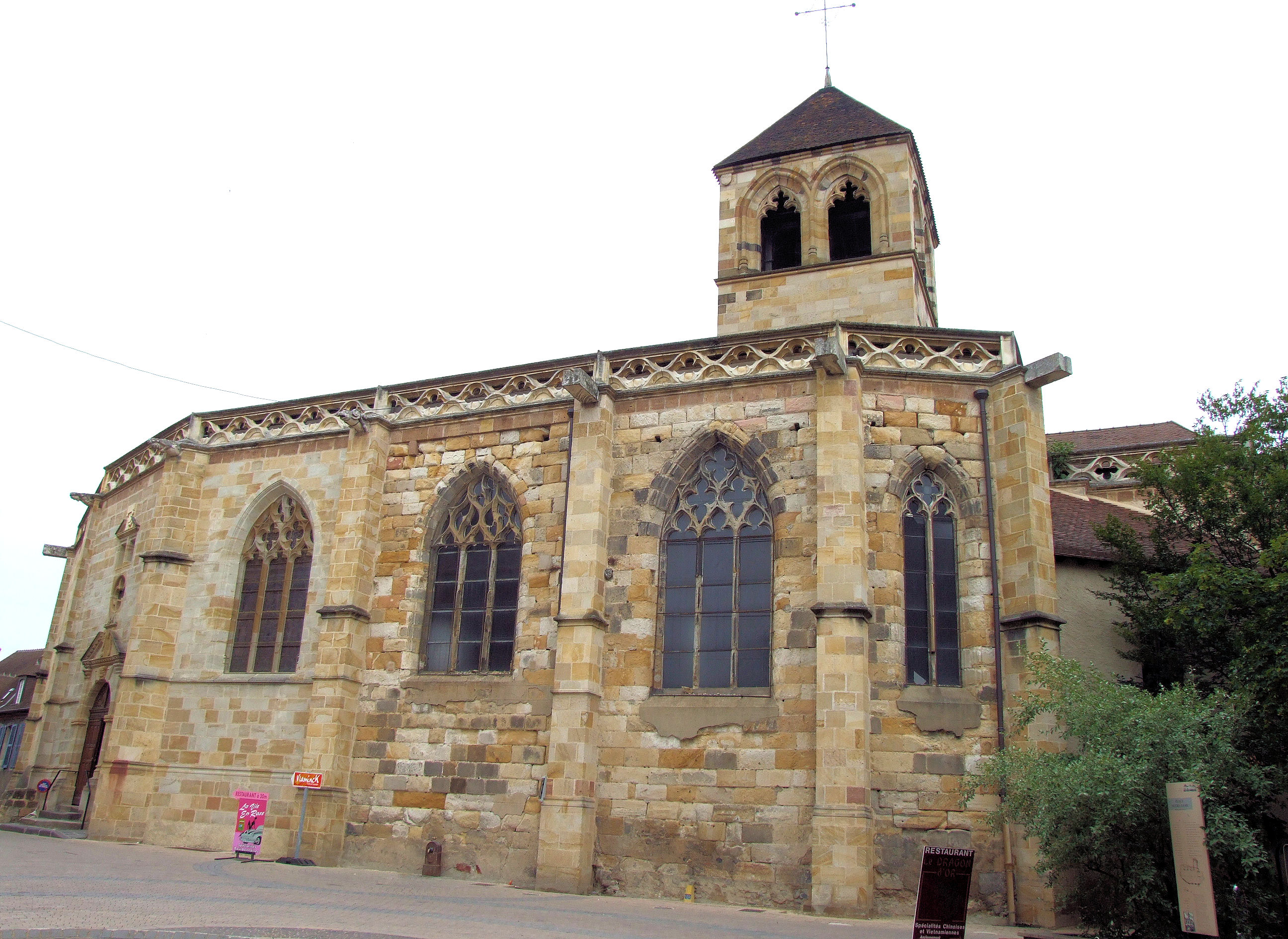
Façade sud de l'église
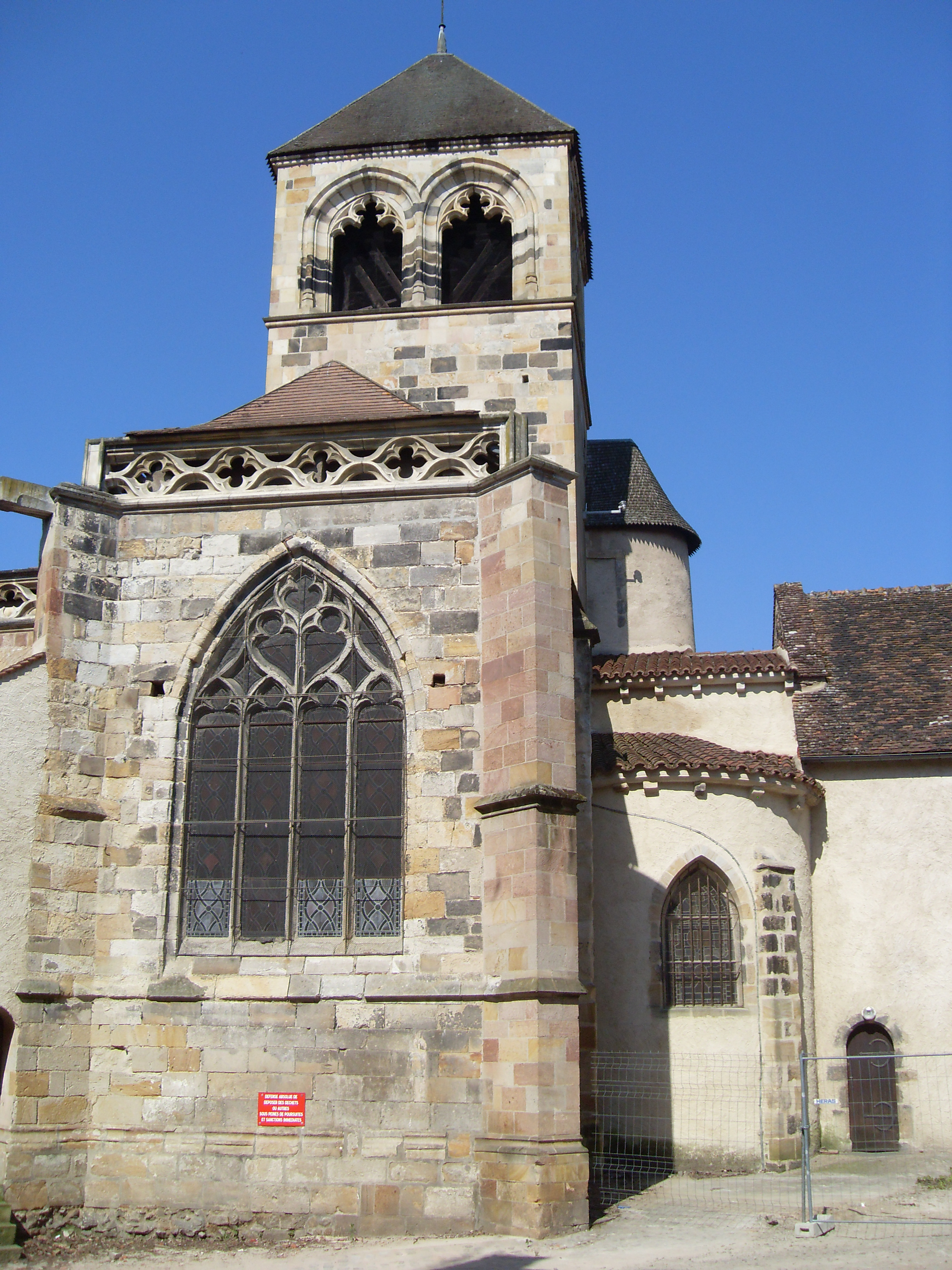
Chevet
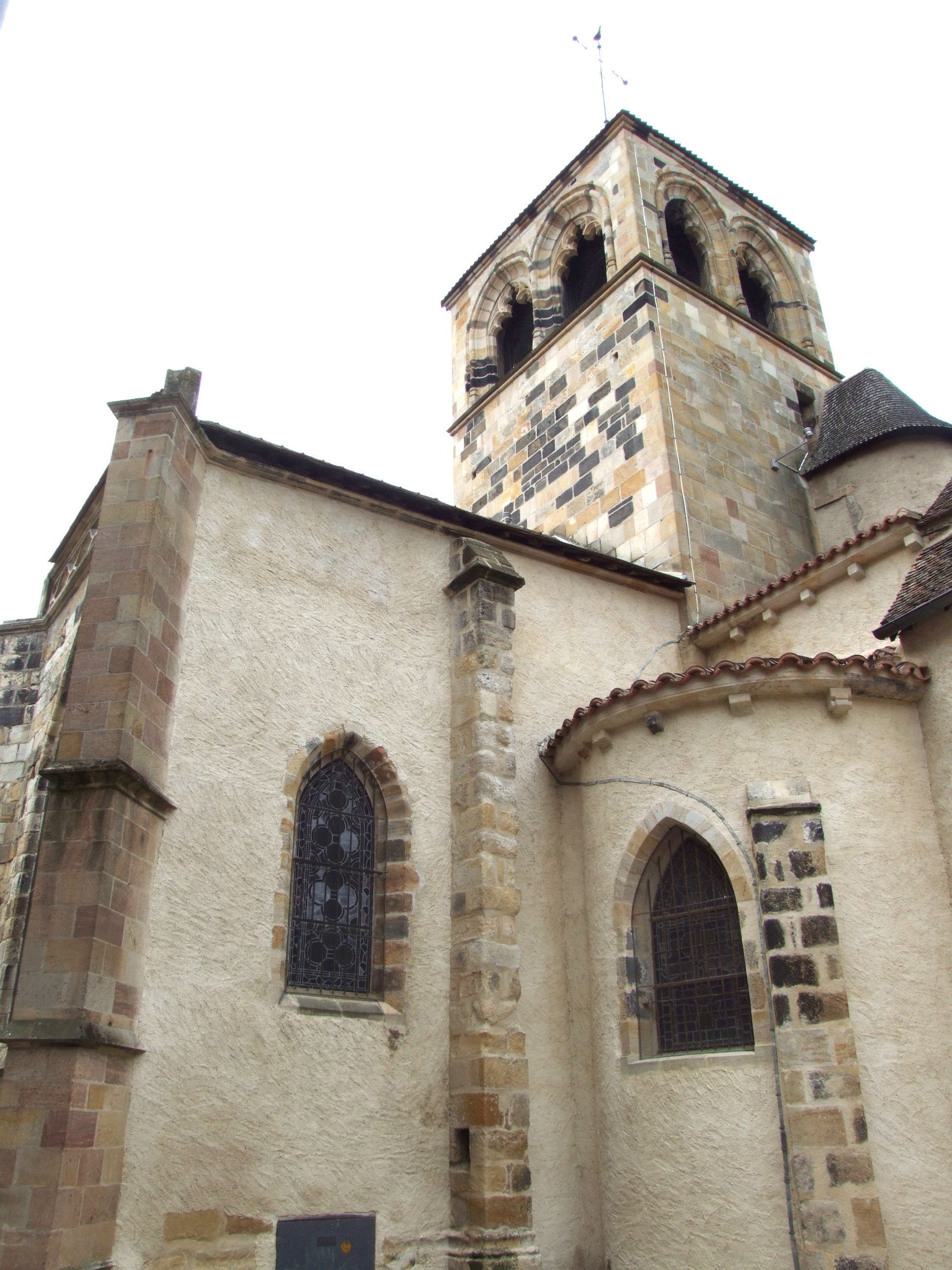
Absidiole romane du croisillon nord et chœur
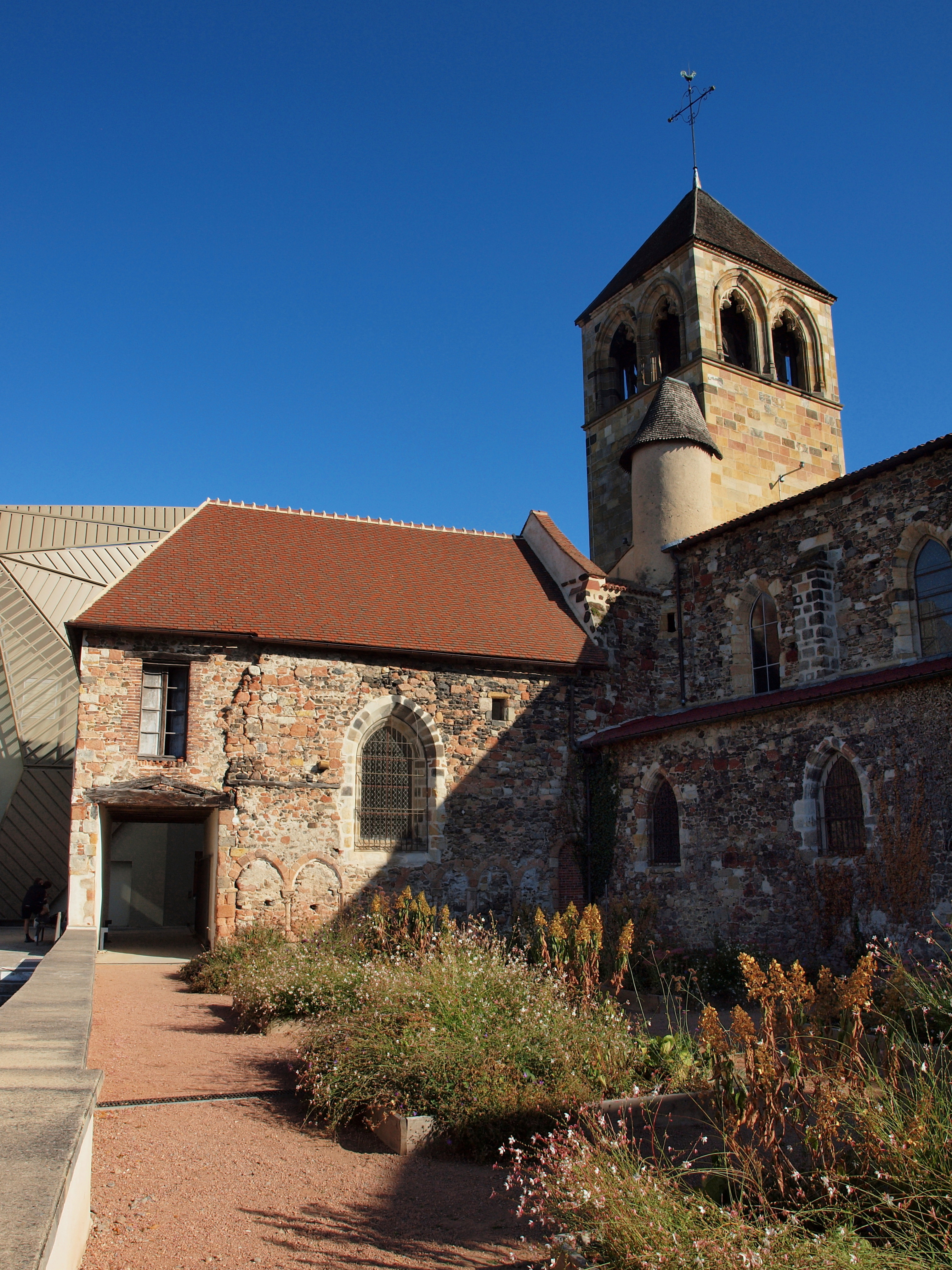
Vestiges du cloître roman, mur nord de l'église et clocher

## Descriptif
La particularité de cette église est dans sa forme irrégulière. Elle possède de plus deux nefs parallèles.
Bien que reconstruite au XVe siècle par le duc Louis II de Bourbon, certaines parties datent du XIIe siècle, tels que deux murs du chœur, l'absidiole nord et les piles nord de la nef. Au XVIe siècle, d'importants travaux sont exécutés pour refaire le chevet, la croisée du transept et la majeure partie du bas-côté sud. La porte de la façade occidentale date du XVIIe siècle, avec pilastres et fronton à niche dans laquelle se trouve une statue de la Vierge à l'enfant.

## Photos de l'intérieur

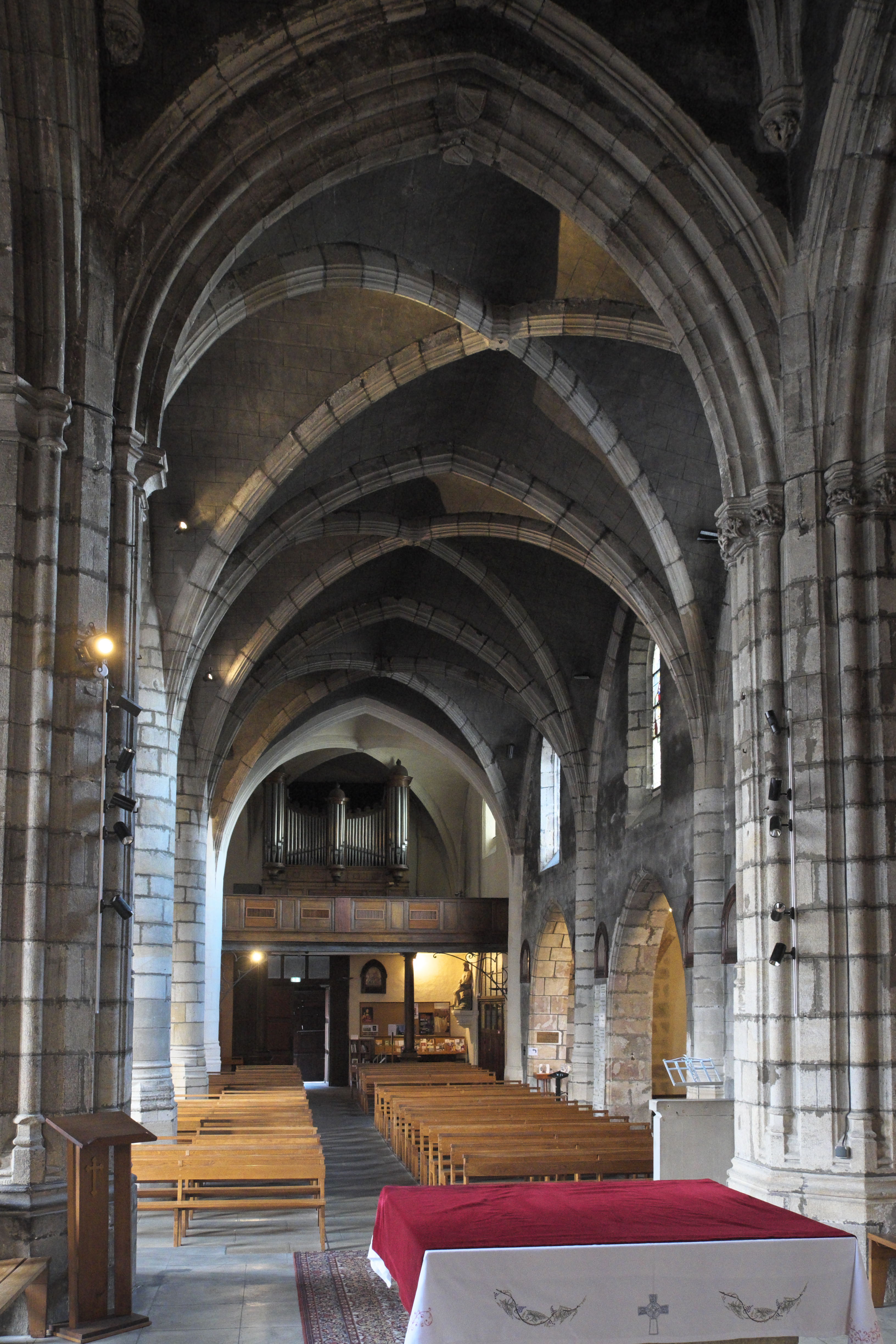
Nef vue du chœur.
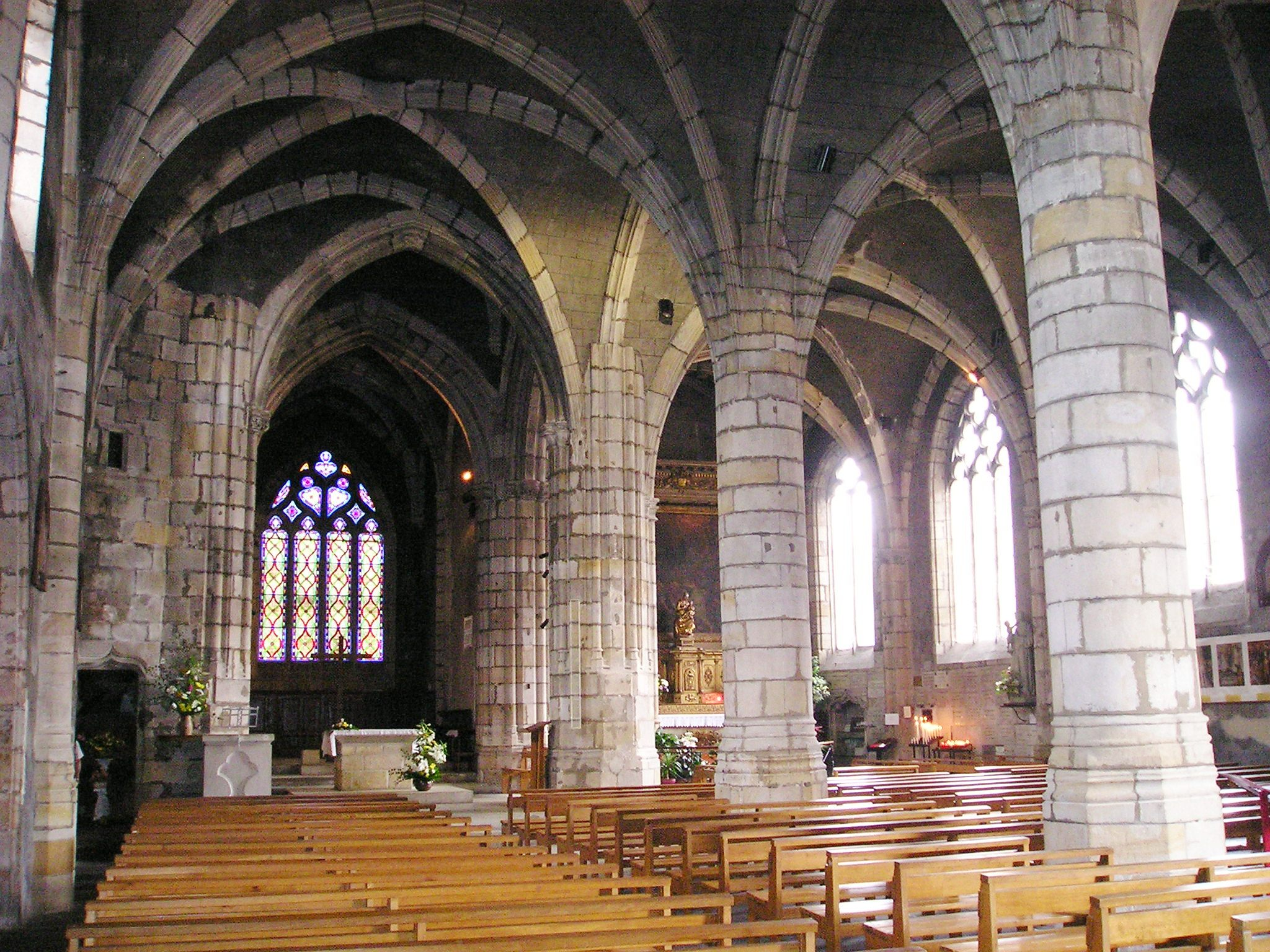
Nef vers le chœur et collatéral sud
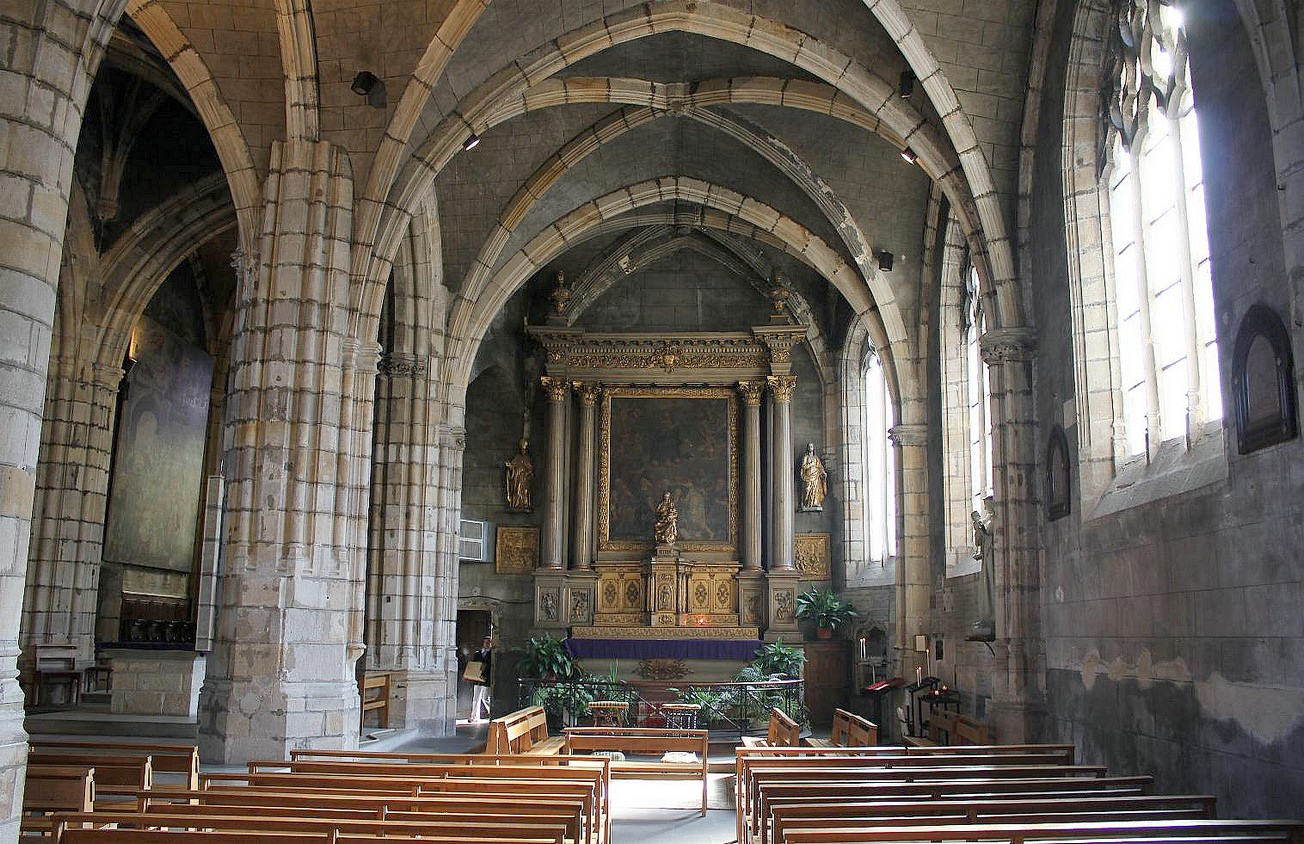
Intérieur Le collatéral sud.
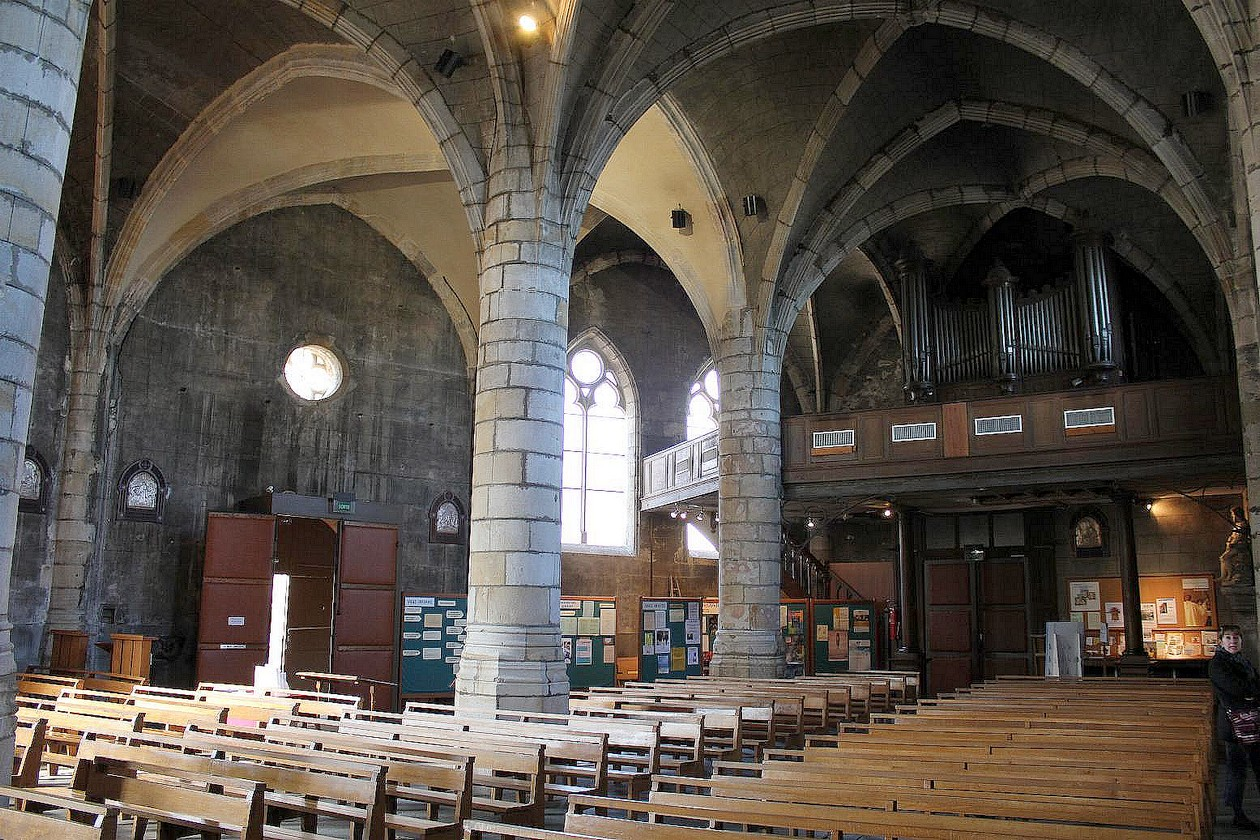
Intérieur Le collatéral nord et le buffet d'orgue.

## Mobilier
- Vierge de Pitié en pierre du milieu du XVe siècle, sculptée par Jacques Morel[2];  Classé MH en tant qu'objet monument historique[3].
- Tableau de l'adoration des mages.
- Retable de la vie de la Vierge.

## Orgue
Le premier orgue de tribune a été construit entre 1850 et 1855. L'orgue a été reconstruit en 1892-1893 par Jean-Baptiste Ghys, facteur d'orgue dijonnais, en conservant le buffet et les tuyaux des tourelles de l'instrument précédent. Le tassement de la tribune de près de huit centimètres a endommagé les tuyaux. Une restauration a été entreprise en 2015. L'orgue a été classé au titre objet en 2006.

## Vitraux
L'église a conservé des fragments de trois verrières du XVIe siècle :
- côté nord : une Transfiguration de la Vierge avec un large poignard transperçant le cœur de Marie, assise au pied du Calvaire, le corps de Jésus sur ses genoux avec les saints Femmes autour ;
- côté sud, deux verrières classées en 1902 : 
  - sainte Anne instruisant la Vierge entre saint Antoine de Padoue et saint Antoine ermite[5] ;
  - sur deux registres, l’Adoration des Bergers ou La Nativité et l’Adoration des Mages[6].

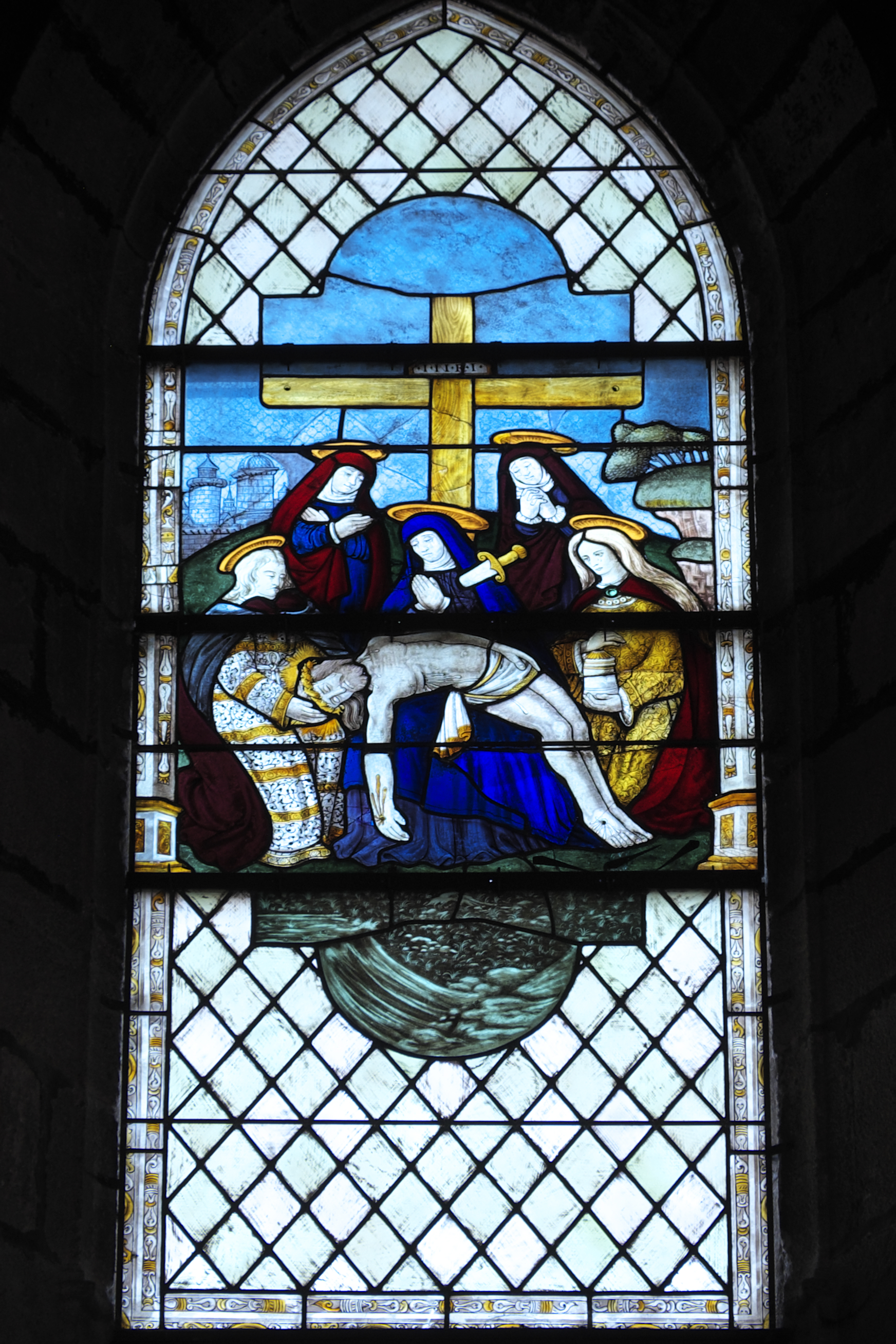
Côté nord : Transfiguration de la Vierge
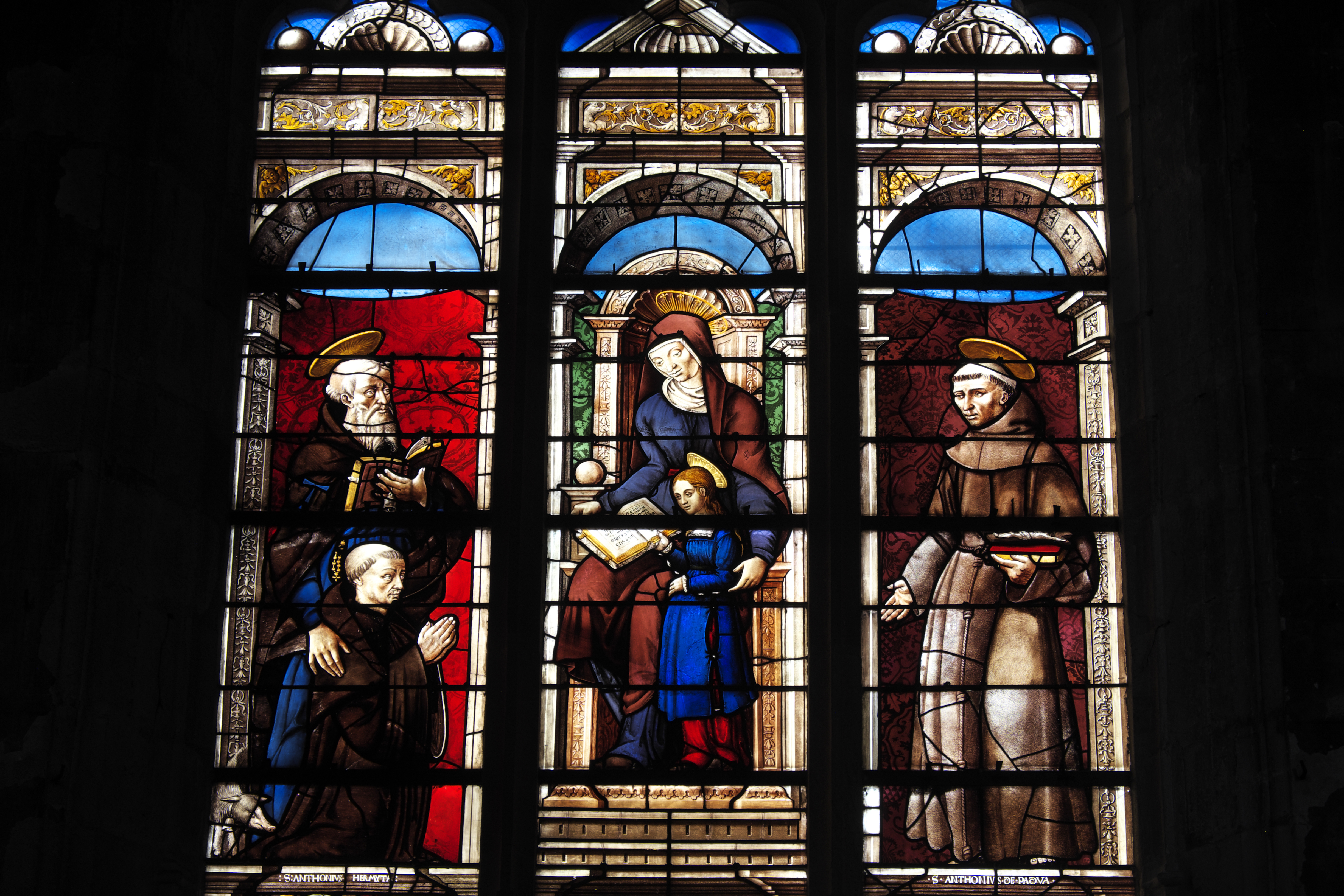
Côté sud : Sainte Anne instruisant la Vierge entre saint Antoine de Padoue et saint Antoine ermite
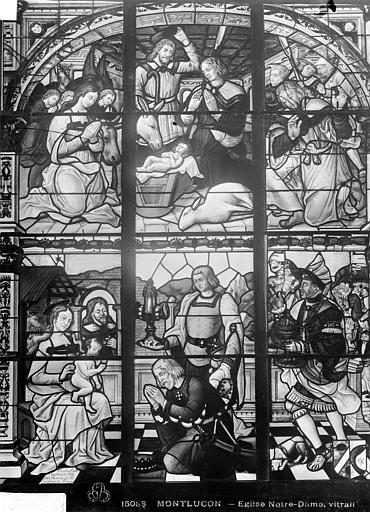
Côté sud : Adoration des Bergers ou La Nativité et Adoration des Mages
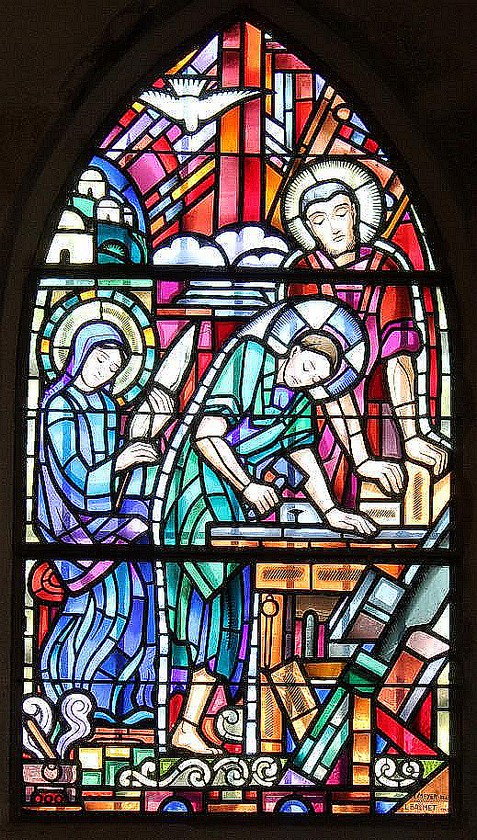
Vitrail moderne Atelier de Joseph.